# Christus von las Noas

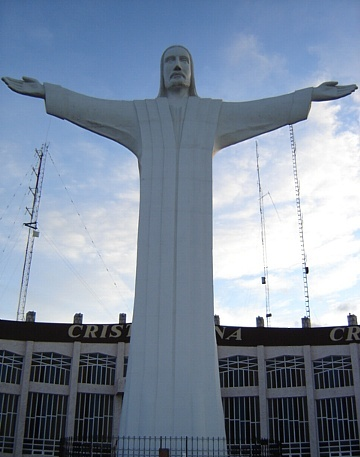
Der Christus von las Noas

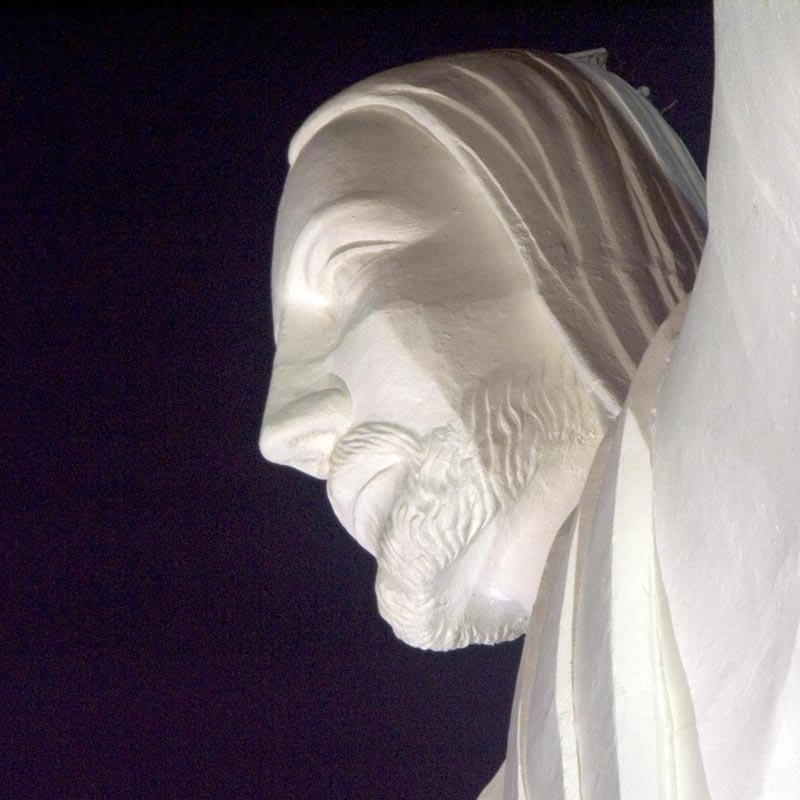
Der Kopf des Christus von las Noas

Der Christus von las Noas (spanisch: El Cristo de las Noas) ist eine monumentale Christus-Statue auf dem „Cerro (Hügel) de las Noas” (rund 1300 m. ü. M.), in der Stadt Torreón im mexikanischen Bundesstaat Coahuila, 1000 km nördlich von Mexiko-Stadt. Der Name des Christus ist der Kakteenart geschuldet, die auf dem Hügel wächst und von den Einheimischen “la Noa” genannt wird.
Die 21,85 Meter hohe Statue ist dem Cristo Redentor in Rio de Janeiro nachempfunden. Sie wurde in den Jahren 1973–2000 erbaut, besteht aus Stahlbeton und wiegt 579 Tonnen. Bei ihrer Fertigstellung war sie die achtgrößte Christusstatue Lateinamerikas.

## Geschichte
Nach einem Entwurf des Priesters José Rodriguez Tenorio gestaltete der Künstler Vladimir Alvarado die Statue im Jahr 1973. Alvarado wollte mit seinem Werk den Gesichtsausdruck eines beschützenden Christus unsterblich machen. Der Priester ließ zu der Statue verlauten:
„Die Absicht dieses Werks besteht darin, mittels des Sichtbaren zum Unsichtbaren zu kommen! Dies ist viel, was gemacht wurde angesichts dessen, was man überhaupt machen könnte.“

## Bedeutung
Der Christus ist nicht allein zum Wahrzeichen von Torreón, sondern der ganzen Region Lagunera geworden. Nachts wird er beleuchtet.

## Umgebung
In der Anlage rund um den monumentalen Christus befindet sich touristischer religiöser Komplex mit einer Kirche, einem Kreuzweg, einem Modell des Heiligen Landes und einem Panoramarestaurant. Zudem soll eine 600 Meter lange Seilbahn auf den Hügel gebaut werden, welche die 220 Meter Höhenunterschied überwindet. Finanziert werden soll die Bahn mit Geldern aus China. Im Gegenzug soll auf dem Hügelzug ein 300 Meter langes Modell der Chinesischen Mauer entstehen.

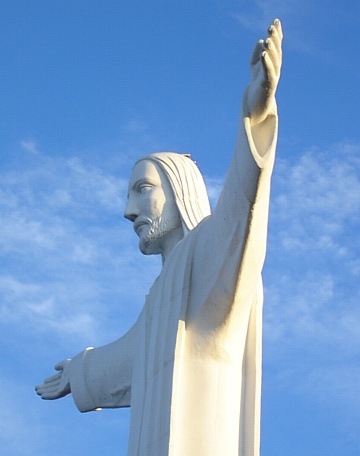
Der Christus von las Noas, Seitenperspektive